# Meare
Meare is een civil parish in het bestuurlijke gebied Mendip, in het Engelse graafschap Somerset met 1304 inwoners.